# Ispettorato generale della sanità militare

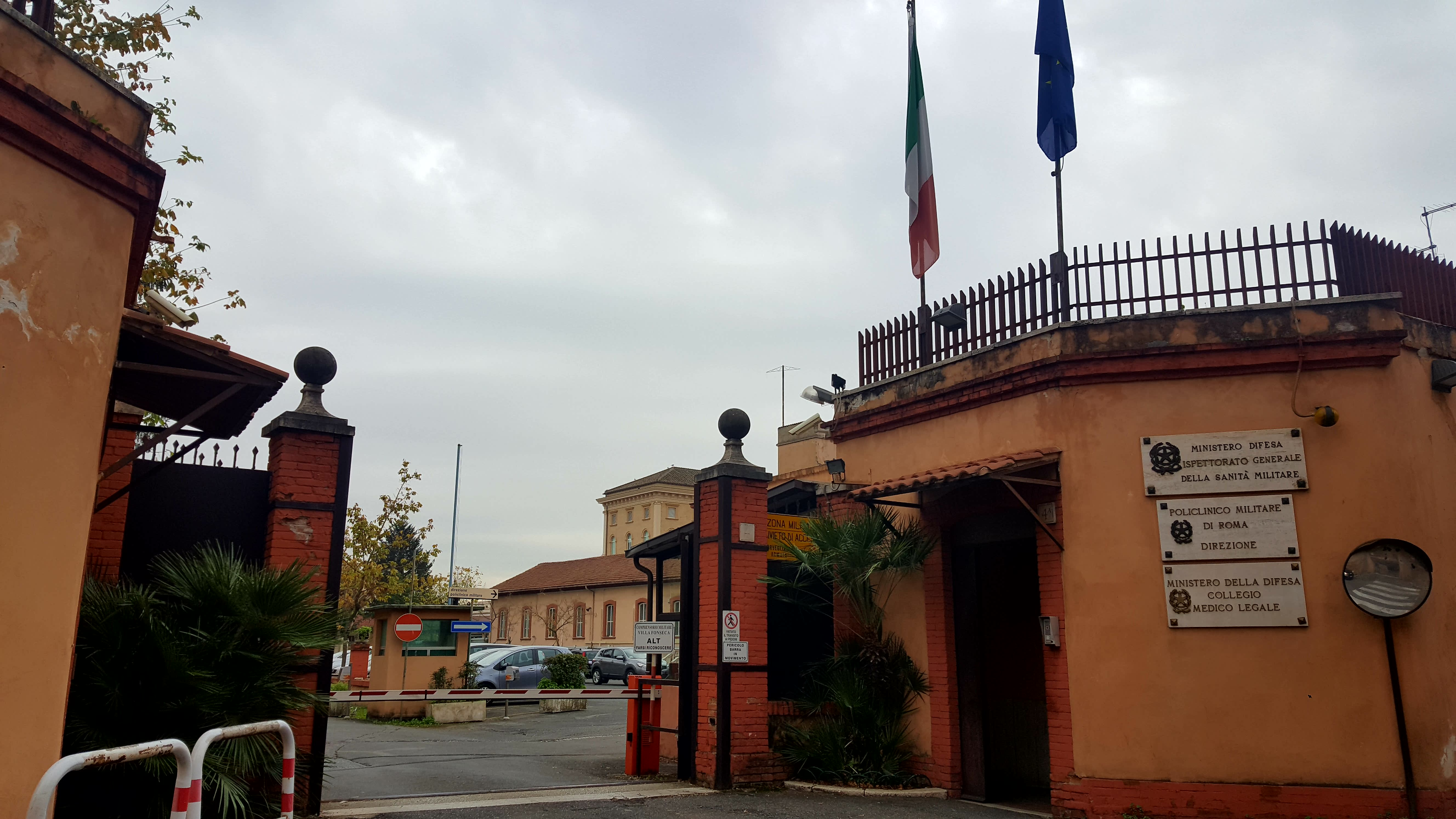
Il "Celio", sede dell'IGESAN a Roma.

L'Ispettorato generale della sanità militare (IGESAN) è un organo dello Stato maggiore della difesa che sovrintende al Servizio di sanità militare delle forze armate italiane, compresa l'Arma dei carabinieri.
Ha sede presso il Comprensorio Militare di Villa Fonseca  di Roma.

## Storia
Il 1º gennaio 2007 venne costituito, con determinazione del Capo di Stato Maggiore della Difesa, l’Ufficio Generale della Sanità Militare (UGESAN), quale organo di staff del Capo di SMD.
Nel marzo 2012 all'Ufficio Generale della Sanità Militare sono state assegnate gran parte delle funzioni della soppressa Direzione generale della sanità militare dipendente dal Ministero della difesa, in particolare le competenze operative, addestrative e di formazione, quale organo tecnico operativo interforze di vertice, anche ai fini dello svolgimento dei servizi della sanità militare negli scenari internazionali.
Dal 29 novembre 2012, l'Ufficio generale della sanità militare ha assunto la denominazione di "Ispettorato generale della sanità militare".

## Compiti
L'Ispettorato generale è l'elemento di organizzazione competente per la direzione e il coordinamento dell'attività e dei servizi sanitari militari, nonché della formazione del personale sanitario, tecnico e specializzato, militare e civile, destinato a enti e reparti sia centrali che periferici. Inoltre l’Ispettorato, per gli aspetti di carattere sanitario, concorre alle missioni internazionali in ambito Nato/EU.
Ha sede nel comprensorio militare “Villa Fonseca” all'interno del policlinico Celio, in via Santo Stefano Rotondo a Roma.

## L'Ispettore generale
L'incarico di Ispettore generale è affidato a un Ufficiale Generale dei Ruoli dei Corpi sanitari delle forze armate o dell'Arma dei Carabinieri con il grado di Tenente Generale e gradi corrispondenti.
- Tenente Generale me. Federico Marmo (E.I.)[4] (29 novembre 2012 - 21 ottobre 2014)
- Generale Ispettore Capo C.S.A. Enrico Tomao (A.M.)[5] (21 ottobre 2014 - 19 dicembre 2017)
- Ten. Gen. me. Nicola Sebastiani (E.I.) (19 dicembre 2017 - 31 dicembre 2022 )[6]
- Gen.C.A. CC Vito Ferrara ( 1 gennaio 2023- 31 agosto 2024)
- Tenente Generale me. Carlo Catalano (E.I) ( 1 luglio 2024- in carica)

## Organizzazione
- Ispettore generale
  - Vice Ispettore generale
    - Osservatorio epidemiologico

  - Collegio medico-legale
  - I Reparto
    - Politica sanitaria
    - Organizzazione sanitaria
    - Attività sanitaria internazionale

  - II Reparto
    - Formazione, studi, ricerca
    - Medicina preventiva, del lavoro e veterinaria

  - Servizio contenzioso (soppresso nel 2014)

## I corpi sanitari

### Esercito Italiano
- Corpo sanitario dell'E.I.

### Marina Militare
- Corpo sanitario militare marittimo

### Aeronautica Militare
- Corpo sanitario aeronautico

### Arma dei Carabinieri
- Servizio sanitario dell'Arma dei Carabinieri